# سیاه‌سفیدها
سیاه‌سفیدها (Cephalorhynchus) نام سرده‌ای از خانواده دلفین‌سانان از آب‌بازسانان است که دارای چهار عضو است:
- دلفین راسو, C. commersonii
- دلفین شیلی, C. eutropia
- دلفین جنوب آفریقا, C. heavisidii
- دلفین هکتور, C. hectori

اعضای این سرده دارای ویژگی‌های ظاهری مشابهی هستند. آن‌ها دارای جثه کوچک و نوک صافی هستند و پر جنب و جوش. این دلفین‌ها اما در مناطق جغرافیایی گسسته‌ای از هم زندگی می‌کنند.